# Хилл, Роланд, 1-й виконт Хилл
Роланд Хилл, 1-й виконт Хилл Альмарацкий и Хардвикский (11 августа 1772 — 10 декабря 1842) — британский военачальник эпохи наполеоновских войн, главнокомандующий британской армией с 22 января 1828 года по 15 августа 1842 года, полный генерал (27 мая 1825).

## Биография
Второй сын 3-го баронета Хилла.
Образование получил в частной школе в Честере. Службу начал 21 июля 1790 года в 38-м Стаффордширском пехотном полку в Ирландии. Одновременно в 1790 прослушал курс в военной школе в Страсбурге. 24 января 1791 года произведён в лейтенанты, 23 марта 1794 года — в капитаны. Затем служил в Шотландии, гарнизоне Эдинбурга.
Перейдя на дипломатическую службу, некоторое время в чине капитана состоял при английском посольстве в Германии. После начала военных действий между Англией и Францией вернулся в действующую армию и был направлен в занятый англичанами Тулон. Состоял адъютантом командующего войсками в Тулоне генерала Мюльграва. 13 мая 1794 года произведён в подполковники 90-го пехотного полка. В 1795 году отправился в экспедицию на Сан-Доминго. В 1796-98 гг. служил в гарнизоне острова, а в 1798 году — на Минорке. В мае 1799 года отозван в Англию. 1 января 1800 года произведён в полковники и направлен с дипломатической миссией в Швейцарию и Италию. По возвращении вернулся в свой полк, находившийся в Гибралтаре, участвовал в военных действиях против Кадиса, затем служил на Мальте.
В 1801 году переведён в войска генерала Р. Аберкромби в Египет. В сражении при Александрии (13 марта 1801 года) командовал авангардом бригады генерала Крэдока и был тяжело ранен. По возвращении из Египта в марте 1803 года произведён в бригадные генералы, а 30 октября 1805 года — в генерал-майоры. Командовал бригадой во время экспедиции в Ганновер в декабре 1805 года (часть его войск позже приняла участие в военных действиях в Германии в составе армии союзников). В 1807 переведён в Ирландию, где руководил формированием легкой бригады и подготовкой ирландской милиции.
После начала военных действий английской армии на Пиренейском полуострове в 1808 году получил бригаду в армии генерала А. Уэлсли в Португалии. Прославился своими действиями при Ролисе и Вимейру. Во время экспедиции генерала Д. Мура командовал бригадой в дивизии генерала Джона Хоупа. Его бригада была сформирована из батальонов 1-го королевского, 5-го, 14-го и 32-го пехотных полков. Прикрывал эвакуацию английских войск после разгрома при Ла-Корунье. После сражения был отозван в Англию, но когда Веллингтон вернулся на Пиренеи, он в 1809 году вызвал Хилла и поставил его во главе бригады, действовавшей под Порту.
Во время сражения при Талавере (28 июля 1809 года) после ранения генерала Э. Нэджета принял командование над 2-й пехотной дивизией. В этом сражении проявил выдающуюся храбрость и сам был тяжело ранен в голову. В январе 1810 года назначен командиром отдельного корпуса, созданного на основе его собственной дивизии. Ему была поручена оборона Португалии на фронте Гиадиана — Тагус. Действовал совместно с Веллингтоном, сыграл решающую роль в сражении при Бусаку 27 сентября 1810 года. В декабре 1810 года заболел дизентерией и был эвакуирован в Лиссабон, а затем в Англию, а его войска переданы под команду У. Бересфорда.
После выздоровления 23 мая 1811 года вернулся к командованию дивизией. Пока Веллингтон вёл бои в районе Сьюдад-Родриго, Хилл во главе 2-й и 4-й дивизий и кавалерийской бригады действовал в районе Алемтейо. 29 октября 1811 года совместно с генералом Морильо нанес поражение отряду генерала Ж. Жирара, собравшего небольшой отряд в Мериде. Взял в плен генерала Брюна и князя Аремберга, а также 1300 пленных. Затем действовал против французов в направлении на Тагус и Альмарац. 1 января 1812 года произведён в генерал-лейтенанты.
В 1812 году переведён со своим корпусом в Бадахос, где действовал на коммуникациях совместно с частями генерала Т. Грэхэма. После победы при Бадахосе с 6 тыс. чел. направлен в Альмарац. 19 мая 1812 года провёл блестящую операцию, уничтожил стратегически важный и хорошо охраняемый мост в Альмараце. В 1812 году избран членом Палаты общин от Шрусбери. 20 июня 1813 года, заняв высоты Гвебла, отрезал французскую армию от Витории, но 25 июля был отброшен к Труриту. Затем участвовал в осаде Памплоны. Сыграл решающую роль в сражении при Нивеле 10 ноября 1813 года, где его войска прорвали линию обороны маршала Сульта. 17 мая 1814 года получил титул барона Хилла Альмарацкого и Хаукстоунского.
Участвовал в сражениях при Ниве, Ортезе и Тулузе, где после отъезда Веллингтона в Париж принял командование над английскими войсками. За успешное окончание кампании получил пожизненную пенсию в 2 тыс. фунтов. В 1814 году Веллингтон рекомендовал Хилла на пост губернатора Гибралтара, но вместо этого Хилл занял командный пост в Шотландии. После окончания наполеоновских войн, 2 января 1815 года лорд Хилл стал рыцарем большого креста ордена Бани. После получения известий о возвращении Наполеона во Францию отбыл в Бельгию. 1 апреля 1815 года прибыл в Брюссель и до приезда Веллингтона (4 апреля) временно командовал англо-германской армией.

После начала кампании возглавил 2-й корпус (2-я и 4-я британские дивизии, кавалерийская бригада Королевского Германского легиона, германо-индийский контингент, германо-бельгийская дивизия), расположенный около Ата. Участвовал в сражении при Картр-Бра. В сражении при Ватерлоо, когда Наполеон ввел в действие гвардию, Хилл во главе своего корпуса бросился в бой и тем решил исход сражения. Сам Хилл был тяжело контужен. Вместе с армией вступил в Париж, где в июле 1815 занял пост командира войск обороны. 6 августа 1815 года награждён российским орденом Святого Георгия 2-го класса 
За участие в сражении при Ватерлоо.
 После изгнания Наполеона до ноября 1818 оставался во Франции 2-м командующим оккупационными силами (1-м был Веллингтон). В 1821 служил в ведомстве Веллингтона. После того как Веллингтон сформировал кабинет (16 февраля 1828 года), был назначен командующим армией с титулом «главнокомандующего» и занимал этот пост более 14 лет. С 1830 почетный полковник Королевской Конной гвардии. В сентябре 1842 года вышел в отставку, и 27 сентября получил титул виконта Хилла Альмарацкого. После его смерти в декабре 1842, по условиям патентов титулы виконта и барона перешли к его племяннику.

## Награды
- Орден Бани, большой крест (02.01.1815)
- Орден Бани, рыцарь (22.02.1812)
- Королевский Гвельфский орден, большой крест
- Военный орден Марии Терезии, командор (Австрия, 21.08.1815)[2]
- Военный орден Вильгельма, командор (Нидерланды, 27.08.1815)
- Орден Башни и Меча, большой крест (Португалия, 04.05.1812)
- Орден Святого Георгия 2-й степени (Россия, 06.08.1815)[2]